# Beregdaróc
Beregdaróc község Szabolcs-Szatmár-Bereg vármegyében, a Vásárosnaményi járásban.

## Fekvése
A vármegye keleti szélén helyezkedik el, közvetlenül a magyar-ukrán határ mellett. Vásárosnaménytól északkeletre.
A szomszédos települések a határ magyar oldalán: északnyugat felől Barabás, nyugat felől Gelénes, délnyugat felől Csaroda, dél felől Márokpapi, délkelet felől pedig Beregsurány. Határszéle északkeleten közel 10 kilométer hosszban egybeesik az államhatárral, a legközelebbi település abban az irányban Beregdéda (Дийда).

### Megközelítése
Csak közúton közelíthető meg, Tiszaszalka-Gelénes irányából a 4122-es, Beregsurány és a 41-es főút felől pedig a 4127-es úton.

## Története
A honfoglalás időszakára benépesült kis falvak lakói - Sid, Csonkás, Kirva - a tatárjárást követően választották ki a maguk számára a Tibériás patak által körülölelt, erdőkkel szegélyezett, biztonságosnak tűnő helyet, a későbbi Beregdarócot.
A szakirodalom az Árpád-kori darócokat királyi vadfogóknak tartja. Valószínű, hogy innen ered a falu neve is, mivel ez a terület a kezdetektől királyi birtok volt.
Az oklevelek 1284-ben említik elsőízben Drauch néven. Az első birtokosok a Gutkeled nemzetségből származó Daróci és Váradi családok voltak.
A történeti forrásoktól eltérően a helyi névmagyarázat a falu nevét a daru szóból eredezteti, mivel volt idő, mikor igen sok daru élt ezen a vidéken.
Az 1400-as években már annyi irtás volt a falut körülölelő erdőkben,
hogy új telkeket lehetett kijelölni. Az ekkor átalakított Árpád-kori templom
köré szerveződött a mai falu magva.
A 18. századtól a Gulácsy, majd a Lónyay család birtokába került
a település. A nagybirtokok felaprózódását az első világháborút követően
a birtokos családok eladósodása gyorsította fel.
A település a trianoni békeszerződés előtt Bereg vármegye Tiszaháti járásához tartozott.

## Közélete

### Polgármesterei
- 1990–1994: Badak Sándor (független)[3]
- 1994–1998: Tóth Miklós (független)[4]
- 1998–2002: Badak Sándor (független)[5]
- 2002–2006: Dr. Révész Ferencné (független)[6]
- 2006–2010: Dr. Révész Ferencné (független)[7]
- 2010–2014: Dr. Révész Ferenc Miklósné (független)[8]
- 2014–2019: Pálinkás György (független)[9]
- 2019–2020: Pálinkás György (független)[10]
- 2020–2024: Tánczos László (független)[11]
- 2024– : Tánczos László (Fidesz-KDNP)[1]

A településen 2020. szeptember 27-én időközi polgármester-választást kellett tartani, mert az előző polgármester február 21-én bejelentette a lemondását, egészségügyi okokra hivatkozva. A választás időpontját először 2020. június 7-ére tűzték ki, de aznap nem lehetett megtartani, mert a koronavírus-járvány kapcsán életbe lépett veszélyhelyzeti korlátozások lehetetlenné tették a választás lebonyolítását. A választás új időpontját a korlátozások feloldását követően 2020. szeptember 27-ére tűzték ki.

## Népesség
Beregdaróc népessége 2011-ben még 731 fő volt, amely 2016 elejére 978 főre emelkedett. Ennek okai közt főleg az ukrán-magyar határ túloldaláról átköltöző népesség megjelenése valószínűsíthető.
A település népességének változása:
| Lakosok száma | 842  | 866  | 950  | 961  | 871  | 871  | 840  |
|               | 2013 | 2014 | 2015 | 2021 | 2022 | 2023 | 2024 |

2001-ben a település lakosságának 83%-a magyar, 17%-a cigány nemzetiségűnek vallotta magát.
A 2011-es népszámlálás során a lakosok 88,2%-a magyarnak, 19,4% cigánynak, 0,7% ukránnak mondta magát (11,8% nem nyilatkozott; a kettős identitások miatt a végösszeg nagyobb lehet 100%-nál). A vallási megoszlás a következő volt: római katolikus 6,7%, református 53,3%, görögkatolikus 21,3%, felekezeten kívüli 1,4% (16,3% nem válaszolt).
2022-ben a lakosság 80,4%-a vallotta magát magyarnak, 8,3% cigánynak, 1% ukránnak, 0,1-0,1% horvátnak, németnek, bolgárnak, ruszinnak és románnak, 0,9% egyéb, nem hazai nemzetiségűnek (19,6% nem nyilatkozott; a kettős identitások miatt a végösszeg nagyobb lehet 100%-nál). Vallásuk szerint 4,2% volt római katolikus, 39,3% református, 19,9% görög katolikus, 0,2% ortodox, 3% felekezeten kívüli (33,4% nem válaszolt).

## Nevének eredete
SEBESTYÉN ZSOLT BEREG MEGYE HELYSÉGNEVEINEK ETIMOLÓGIAI SZÓTÁRA (Bessenyei Könyvkiadó ● Nyíregyháza, 2010)-ból idézve: "Daróc ’település Szabolcs–Szatmár–Bereg megyében, Vásárosnaménytól K– ÉK-re’ 1284: Drauch (GYÖRFFY 1: 538), 1307: Dorouch (ZichyOkm. 1: 115), 1343: Darolch (uo. 2: 86), 1530: Darolcz (Conscr. Port.), 1542: Darocz (uo.), 1543: Darotz (uo.), 1550: Nagydrotz (uo.), 1553: Darocz (N. KISS 153), 1570: Darocz (Conscr. Port.), 1773: Darócz (LexLoc. 47), 1808: Darócz (LIPSZKY: Rep. 127), 1851: Darócz (FÉNYES 1: 240), 1864/65: Nagy Darócz (PESTY 471), 1877: Darócz (Hnt.), 1913: Beregdaróc (Hnt.), 1973: Beregdaróc (Hnt.). A Daróc helységnév magyar eredetű, a m. R. daróc foglalkozásnévből keletkezett. Ez szláv átvétel, jelentése azonban bizonytalan (TESz. 1: 596). Azokat a vadászokat hívhatták így, akiknek vadbőrnyúzás, szíjhasítás és szarvlevétel volt a feladatuk (FNESz., Beregdaróc, KNIEZSA 1955: 623). A 16. századtól használt Nagy- előtag az elpusztult, későbbi alapítású Kisdaróc nevének előtagjával állt korrelációban. A Bereg- jelző 1904-től használatos (MEZŐ 1999: 86), s az egykori megyei hovatartozásra utal."

## Nevezetességei
- Görögkatolikus templom -  bővebb információ: beregdaroc.nyirgorkat.hu
- Református temploma - a 14. században épült gótikus stílusban.
- Dédai erdő - természetvédelmi terület.
- Nyírjes tó - természetvédelmi terület.